# Дървесна овесарка
Дървесната овесарка (Spizelloides arborea) е вид птица от семейство Passerellidae. Видът е незастрашен от изчезване.

## Разпространение
Тази птица е разпространена в Канада, Сен Пиер и Микелон и САЩ.